# Миялы (Байганинский район)
Миялы (каз. Миялы) — село в Байганинском районе Актюбинской области Казахстана. Входит в состав Миялинского сельского округа. Код КАТО — 153655100.

## Население
В 1999 году население села составляло 599 человек (305 мужчин и 294 женщины). По данным переписи 2009 года, в селе проживало 549 человек (292 мужчины и 257 женщин).